# Pierre-Gilles de Gennes
Pierre-Gilles de Gennes (París, França, 24 d'octubre de 1932 - Orsay, França, 18 de maig de 2007) és un físic i professor universitari francès guardonat amb el Premi Nobel de Física l'any 1991.

## Biografia
Va néixer el 24 d'octubre de 1932 a la ciutat francesa de París. Va estudiar física i enginyeria a l'Escola Normal Superior de París, on es llicencià el 1955 i doctorà el 1957. Entre el 1955 i 1959 fou investigador del Centre d'Estudis Nuclears de Saclay, esdevenint posteriorment professor de física de l'estat sòlid a la Universitat de París entre 1961 i 1971.

## Recerca científica
El 1961 inicià la seva recerca científica al voltant del magnetisme i la superconductivitat. A partir de 1968 centrà la seva recerca a trobar la frontera entre l'ordre i el caos en estructures com els cristalls líquids o els polímers.
A partir de la dècada del 1990 treballà en material granular i la naturalesa dels objectes en la memòria del cervell.
El 1991 fou guardonat amb el Premi Nobel de Física pel descobriment de mètodes d'estudi al voltant dels sistemes simples i com aquests poden esdevenir formes més complexes de la matèria, en particular de cristalls líquids i polímers.